# اسکوشیابانک

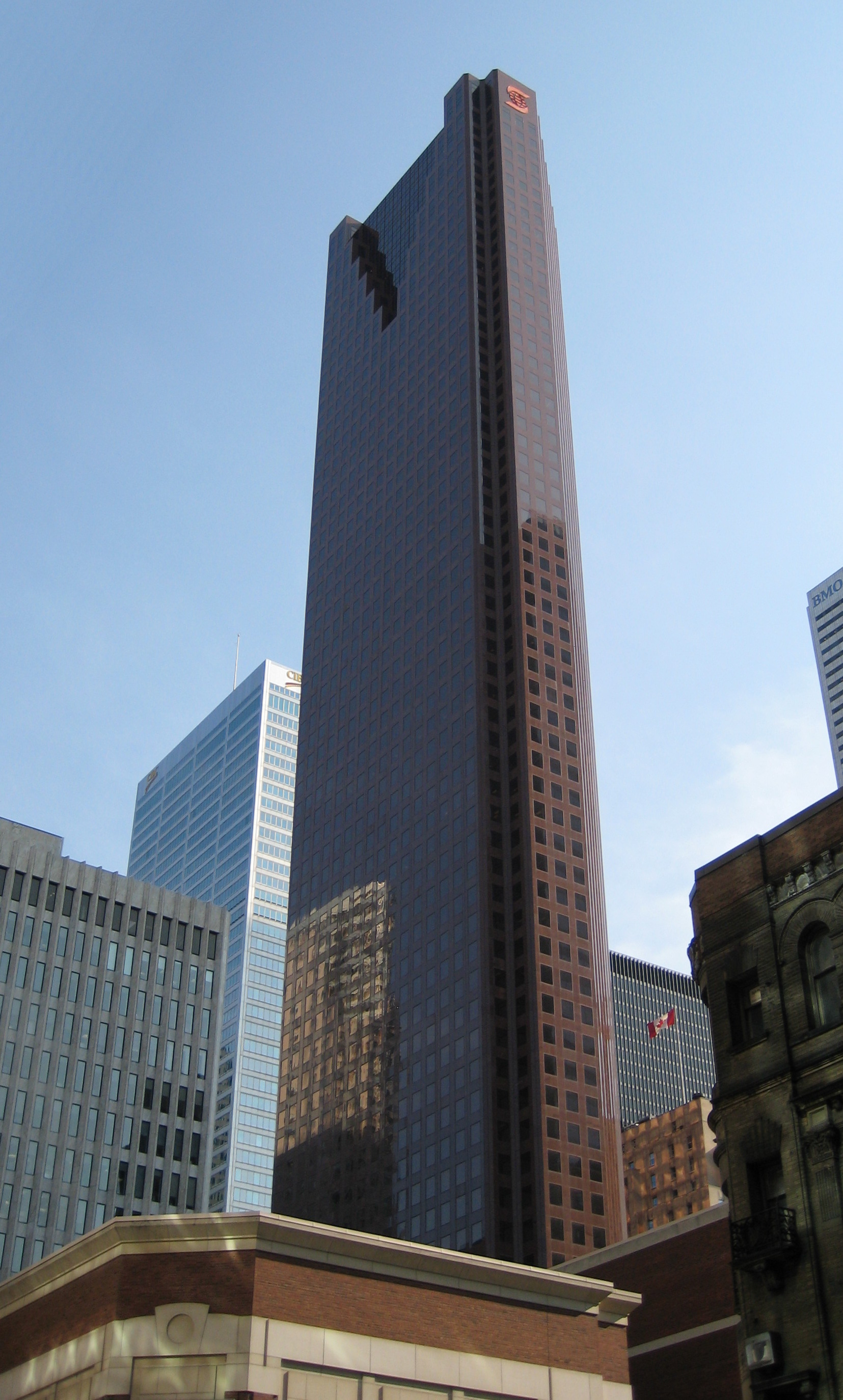
ساختمان اداری اسکوشیابانک در تورنتو

اسکوشیابانک (به انگلیسی: Scotiabank) شرکت خدمات مالی و بانکداری کانادایی است، که با دارایی ۷۵۴ میلیارد دلار به‌عنوان سومین بانک بزرگ در کشور کانادا بر پایه مجموع دارایی‌ها و میزان ارزش بازار سرمایه شناخته می‌شود. 
اسکوشیابانک در سال ۱۸۳۲ تأسیس شد و در حال حاضر دارای بیش از ۱۹ میلیون مشتری در ۵۵ کشور جهان با تمرکز بر کشورهای آمریکای لاتین، اروپا و هند می‌باشد.
دفتر مرکزی این شرکت در شهر هلیفکس، نووا اسکوشیا قرار دارد و بخشی از سهام آن در بازارهای بورس نیویورک و بورس تورنتو معامله می‌شود. اسکوشیابانک در سال ۲۰۱۲ در فهرست فوربز جهانی ۲۰۰۰ در رتبه ۹۲ از بزرگترین شرکت‌های جهان قرار گرفت.